# حسين الجريف
حسين إبراهيم أحمد مرسال الشهير بـ حسين الجريف لاعب كرة قدم سوداني. يلعب حالياً لصالح هلال الساحل في الدوري السوداني الممتاز.

## الإنجازات

### الهلال
- الدوري السوداني الممتاز (2): 2016، 2017.
- كأس السودان (1): 2016.